# L'incoronazione di Poppea
L'incoronazione di Poppea (SV 308, Poppeas kroning) er en italiensk barokopera, der består af en prolog og tre akter. Den blev første gang opført i Venedig i karnevalssæsonen 1642-1643. Musikken, der tilskrives Claudio Monteverdi, er komponeret til en libretto af Giovanni Francesco Busenello.
Operaen var en af de første, der byggede på historiske begivenheder og personer i stedet for klassisk mytologi, og den benytter således episoder fra skrifter af Tacitus, Sueton og andre i sin fortælling om, hvordan Poppea, den romerske kejser Neros elskerinde, opnår at blive kronet som kejserinde. Operaen blev genopført i Napoli i 1651 men blev derefter glemt, indtil partituret blev genopdaget i 1888. Den blev genstand for musikhistorikeres interesse sent i det 19. og først i det 20. århundrede. Operaen er blevet opført og indspillet mange gange siden 1960'erne.
Originalpartituret eksisterer ikke længere; to overleverede kopier fra 1650'erne er indbyrdes forskellige i betydelig grad, ligesom kopierne ikke stringent følger originallibrettoen. Hvor meget af musikken der faktisk er skrevet af Monteverdi, er derfor omdiskuteret. Ingen af de eksisterende versioner af librettoen, hverken i håndskrift eller tryk, kan endeligt knyttes til førsteopførelsen på Teatro Santi Giovanni e Paolo; den præcise premieredato er desuden ukendt. Ligeledes er der kun få og usikre oplysninger om den oprindelige rollebesætning, og der er ingen overleveringer om, hvordan operaen oprindeligt blev modtaget af offentligheden. På trods af disse usikkerheder anerkendes operaen som regel som en del af Monteverdis værk, hans sidste og muligvis bedste opera.
I modsætning til den traditionelle morale om dydens triumf, er det her den fuldbyrdede affære mellem Poppea og Nero, som er i værkets fokus; Busenellos libretto fremviser dramaets personer som moralsk kompromitterede. Operaen blev skrevet, da genren kun havde nogle få årtier på bagen; L'incoronazione di Poppea roses gerne for sin originalitet, sin melodi og for musikkens afspejling af personernes menneskelige egenskaber. Værket har været med til at definere det centrale i teatermusik – og desuden etableret Monteverdi som sin tids førende musikdramatiker.

## Den historiske kontekst
Operaen som dramatisk genre stammer fra årene mellem det 16. og 17. århundrede, selvom selve ordet ikke var i brug som betegnelse før 1650. Musikdramatiske forløbere for genren omfatter hyrdespil med sange og kor samt madrigalen fra sidst i det 16. århundrede. Monteverdi havde, mens han var i hertug Vincenzo Gonzagas tjeneste i Mantova, været en førende madrigalkomponist, før han begyndte at skrive sine første operaer i fuld længde i årene 1606-1608. Disse første operaer, L'Orfeo og L'Arianna, behandler de græske myter om henholdsvis Orpheus og Ariadne. Efter en uoverensstemmelse i 1612 med Vincenzos efterfølger, hertug Francesco Gonzaga flyttede Monteverdi til Venedig, hvor han blev maestro di capella ved Sankt Markuskirken, en stilling han forblev i til sin død i 1643.
Monteverdi vedligeholdt en interesse i og producerede fortsat teatermusik og sceneværker som en del af sine officielle pligter, herunder værket Il combattimento di Tancredi e Clorinda, som han komponerede til karnevallet i 1624-1625. Da det første offentlige operahus i verden åbnede i Venedig i 1637, vendte Monteverdi, der da var 70 år gammel, tilbage til at komponere operaer i fuld skala. Han kan have været påvirket af Giacomo Badoaro, der var en aristokratisk digter og intellektuel, som havde sendt den aldrende komponist sin libretto til Il ritorno d'Ulisse in patria (Odysseus' hjemkomst). Til karnevalssæsonen 1639-1640 fik Monteverdi sat L'Arianna op igen på Teatro San Moisè, ligesom en produktion af Il ritorno d'Ulisse in patria kom op på Teatro San Cassiano. Til den følgende sæson komponerede han Le nozze d'Enea in Lavinia, der ikke er overleveret. Den blev opført på det tredje af Venedigs nye operahuse, Teatro Santi Giovanni e Paulo.
En anden digter og librettist i Venedig var velhaveren Giovanni Francesco Busenello (1598-1659), der ligesom Badoaro var medlem af åndsselskabet Accademia degli Incogniti. Den gruppe af fritænkende intellektuelle øvede en betydelig indflydelse på det kulturelle og politiske liv i Venedig i midten af det 17. århundrede og var særligt aktiv i sine forsøg på at fremme den musikdramatiske genre. Busenello havde tidligere arbejdet sammen Francesco Cavalli, der var samtidig med Monteverdi, omend yngre, og som havde leveret librettoen til Didone. Ifølge teaterhistorikeren Mark Ringer var han en af operahistoriens største librettister. Det vides ikke med sikkerhed, hvordan og hvornår Busenello mødte Monteverdi, men begge havde gjort tjeneste ved Gonzagas hof. Ringer mener, at de fra deres oplevelser under Gonzagas styre, der var præget af lige dele kultur og brutalitet, kan have udviklet et fælles syn på kunst.

## Tilblivelseshistorie

### Librettoen
Hovedkilderne til historien i Busenellos libretto er Tacitus' Annales, sjette bog af Suetons De vitis Caesarum, bøgerne 61 og 62 fra Dio Cassius' Historia Romana samt det anonymt forfattede skuespil, Octavia (der engang blev tilskrevet Seneca), hvorfra operaens fiktive ammer stammer. Påstanden om, at L'incoronazione di Poppea er den første opera med et historisk frem for et mytisk tema kompromitteres af de romerske guders medvirken, som igangsætter handlingen og blander sig i og kommenterer den, men historien bygger dog på rigtige mennesker, og den er baseret på faktiske begivenheder.
Busenello sammentrængte de historiske begivenheder fra de syv år der forløb fra 58 til 65 til en handling der spænder over en enkelt dag og indlagde desuden begivenhederne i handlingen i sin egen rækkefølge. Han havde ikke noget ønske om historisk præcision, men var åben omkring denne fremgangsmåde med at tilpasse historien til sit eget formål og skrev herom i sit forord til librettoen. På tilsvarende måde forlenede han sine personer med historisk ukorrekte karaktertræk: Neros ondskab er nedtonet, den bedragede hustru Ottavia fremstilles som en mordlysten konspirator, Seneca, hvis død historisk intet har at gøre med Neros affære med Poppea, fremstår korrupt, pompøs og dum og ikke nobel og dydig, Poppeas motiver fremstilles som ægte kærlighed i lige så høj grad som magtbegær, og fremstillingen af Lucano som en lystig drukkenbolt skjuler Lucans virkelige virke og status som en betydende romersk digter med en udtalt anti-kejserlig og pro-republikansk tendens.
Librettoen er overleveret i flere versioner: To trykte, syv håndskrevne samt en anonymt overleveret synopsis fra den oprindelige opsætnning. Den ene af de trykte versioner har forbindelse til genopsætningen i 1651 i Napoli, mens den anden er Busenellos endelige version, der blev trykt i 1656 som en del af en samling af hans libretti. Manuskripterne stammer alle fra det 17. århundrede, omend ikke alle er daterede; nogle er "literære" versioner, der ikke har nogen direkte forbindelse til en opførelse. Det mest betydningsfulde manuskript blev fundet i Udine i Norditalien i 1997 af Monteverdi-kenderen Paolo Fabbri.
Ifølge musikhistorikeren Ellen Rosand emmer dette manuskript af forestillingens umiddelbarhed, og det er den eneste kopi af librettoen, der nævner Monteverdi ved navn. Dette og andre beskrivende detaljer, der ikke fremgår af de øvrige kopier, fører Rosand til at antage, at manuskriptet blev kopieret i løbet af forestillingen. Antagelsen styrkes, siger hun, af at det indeholder en hyldest til den unavngivne sanger, der spillede rollen som Poppea. Selvom dateringen er usikker, har manuskriptets sammenhæng med originalen ført til spekulation i, at Udine-manuskriptet kunne være skrevet ifm. urpremieren.

### Partituret
Der findes to udgaver af partituret til L'incoronazione di Poppea; begge er fra 1650'erne. Den første blev genopdaget i Venedig i 1888, det andet i Napoli i 1930. Napoli-partituret er forbundet med genopførelsen af operaen i netop den by i 1651. Begge udgaver indeholder i al væsentlighed den samme musik, omend de begge afviger fra den trykte libretto med individuelle tilføjelser og udeladelser. I hvert partitur er sangstemmen vist med basso continuo-akkompagnement; instrumentstemmerne er inddelt i tre i Venedig-partituret, mens de i det andet partitur er delt i fire, uden at instrumenterne i nogen af tilfældene er udspecficeret. Dirigenten Nikolaus Harnoncourt, der er en førende Monteverdi-fortolker, henviser til datidens praksis med i høj grad at lade partituret stå åbent, så man kunne tage højde for lokale opførelsesforhold. En anden konvention gjorde det unødvendigt at nedskrive detaljer, som de udøvende kunstnere ville tage for givet. Ingen af de to udgaver af partituret kan dog sættes i forbindelse med uropførelsen; omend versionen fra Venedig generelt betragtes som mere autentisk, benytter moderne produktioner som regel materiale fra dem begge.
Spørgsmålet om ophav – om hvor meget af musikken der egentlig er Monteverdis – er omstridt, og Rosand indrømmer, at det måske aldrig bliver helt løst. Der er stort set ingen, der nævner Monteverdi i de samtidige kilder, og musik af andre komponister har desuden kunnet identificeres i partiturerne, herunder passager fra det nyligt fundne partitur til Francesco Sacratis opera, La finta pazza. En særlig stil i den metriske notation, der bruges i nogle passager i L'incoronazione di Poppea, kunne lede tanken hen på yngre komponister. De mest omdebatterede dele af ophavsspørgsmålet vedrører dele af dialogen, musikken for Ottone, scenen med flirten mellem Valetto og Damigella samt kroningsscenen, herunder den afsluttende duet, "Pur ti miro".
Moderne forskning er tilbøjelig at se L'incoronazione di Poppea som et resultat af et samarbejde mellem Monteverdi og andre med den ældre komponist som en ledende bidragyder. De assisterende komponister kan have været Francesco Sacrati, Benedetto Ferrari og Francesco Cavalli. Ringer foreslår, at det kan have været Monteverdis alder og helbred, der gjorde, at han ikke var i stand til at færdiggøre operaen uden yngre kollegers hjælp; han fremsætter den ikke dokumenterede tese, at der kan have været tale om en slags workshop som hos Rubens, som stod for et maleris overordnede linjer og enkelte vigtige detaljer, mens trivialiteter kunne overlades til yngre kunstnere i lære. Musikforskeren Alan Curtis mener dog, at samarbejdet kun har involveret en enkelt bidragyder og fik trykt sin udgave af L'incoronazione di Poppea fra 1989 med angivelse af Monteverdi og Sacrati som komponister. Analytikeren Eric Chafes studium af Monteverdis tonesprog støtter også teorien om et samarbejde og fremhæver, at nogle af de omdiskuterede sektioner, herunder prologen, kroningsscenen og den afsluttende duet, afspejler Monteverdis intentioner og kan have været skrevet efter hans direkte anvisninger.

### Moral
L'incoronazione di Poppea beskrives ofte som en historie, i hvilken dyd straffes og grådighed belønnes, i modsætning til normale litterære konventioner. Musikforskeren Tim Carter anser operaens personer for problematiske og dens budskab for i bedste fald tvetydigt og i værste fald perverteret, mens Rosand omtaler det som en ekstraordinær forherligelse af lyst og stræberi. Kritikeren Edward B. Savage fremhæver, at Busenellos plot, trods manglen på et moralsk kompas hos stort set alle hovedpersonerne, i sig selv er moralsk, og at stykkets moralske side fastholdes gennem dramatisk ironi. Fra deres kendskab til romersk historie ville publikum i Venedig have erkendt, at den tilsyneladende sejr over dyden, som den fejres af af Nero og Poppea i den afsluttende duet, i realiteten er falsk, og vidst, at Nero ikke længe herefter sparkede den gravide Poppea til døde. De ville også have vidst, at Nero begik selvmord få år senere, og at de andre – Ottavia, Lucano og Ottone – også døde før tiden.
Det 17. århundredes Rom, der var under pavens styre, blev opfattet af republikanske folk fra Venedig som en direkte trussel mod deres frihed. Rosand mener, at publikum i Venedig ville fortolke historien om Poppea i forhold til sin egen tid som en moralsk belæring om Venedigs overlegenhed. Rosand mener desuden, at den moralske understrøm i operaen giver den en tidlig plads i en lang række af værker, der også omfatter Mozarts Don Giovanni and Verdis Don Carlos. Analytikeren Clifford Bartlett mener tillige, at Monteverdis musik rækker udover Busenellos kyniske realisme og præsenterer menneskelig adfærd i et mere flatterende lys.

## Roller
Med 21 roller for soli og forskellige korgrupper kræver en opførelse af L'incoronazione di Poppea et stort antal sangere. Hvis man benytter sangere til flere opgaver i de mindre roller og korpassagerne, kan en opførelse gennemføres med 15 sangere: seks sopraner, en mezzosopran, to kontraalter, to eller tre tenorer og to eller tre basser.
| Rolle                                                                | Stemmetype                  | Scene                                                          | Noter |
| -------------------------------------------------------------------- | --------------------------- | -------------------------------------------------------------- | --- |
| Fortuna, lykkens gudinde                                             | sopran                      | Prolog                                                         | |
| Virtù, dydens gudinde                                                | sopran                      | Prolog                                                         | |
| Amore, kærlighedens gud                                              | sopran                      | Prolog Akt 2: XIII, XIV                                        | Rollen kan synges af en drengesopran.                                                                                   |
| Ottone (Otho), en nobel romer, der forelsket i Poppea                | mezzosopran                 | Akt 1: I, II, XI, XII, XIII Akt 2: VIII, IX, XI, XIV Akt 3: IV | Oprindelig skrevet for en kastratsanger.                                                                                |
| Due soldati, to soldater, hørende til Nerones livvagt                | tenor                       | Akt 1: II                                                      | |
| Poppea (Poppaea Augusta Sabina), en romersk dame, Nerones elskerinde | sopran                      | Akt 1: III, IV, X, XI Akt 2: XII, XIII, XIV Akt 3: V, VIIIabcd | |
| Nerone (Nero), kejser i Rom                                          | sopran                      | Akt 1: III, IX, X Akt 2: VI III, IV, V, VIIIabcd               | Oprindelig skrevet for en kastratsanger.                                                                                |
| Arnalta, Poppeas amme                                                | kontraalt eller tenor       | Akt 1: IV Akt 2: XII, XIV Akt 3: II, III, VII                  | Rollen tildeles ofte en mandlig sanger for at opnå en komisk virkning.                                                  |
| Ottavia (Octavia), 'Kejserinde, Neros hustru                         | sopran                      | Akt 1: V, VI Akt 2: IX Akt 3: VI                               | |
| Nutrice, Ottavias amme                                               | kontraalt                   | Akt 1: V Akt 2: X                                              | Som Arnalta ofte sunget af en mand.                                                                                     |
| Seneca, Nerones tidligere lærer                                      | bas                         | Akt 1: VI, VII, VIII, IX Akt 2: I, II, III, IV                 | |
| Valletto, en hofpage                                                 | sopran                      | Akt 1: VI Akt 2: V, X                                          | |
| Pallade (Pallas Athene), gudinde                                     | sopran                      | Akt 1: VIII                                                    | |
| Drusilla, en romersk dame                                            | sopran                      | Akt 1: XIII Akt 2: X, XI Akt 3: I, II, III, IV                 | |
| Merkur, gudernes sendebud                                            | tenor                       | Akt 2: I                                                       | |
| Liberto, en fri slave, der nu er kaptajn i prætorianergarden         | tenor                       | Akt 2: II                                                      | |
| Tre famigliari, tre medlemmer af Senecas husstand                    | kontraalt, tenor, bas       | Akt 2: III                                                     | |
| Coro di Virtù, dydskoret                                             | musikken er ikke komponeret | Akt 2: IV                                                      | Scenen er ikke medtaget i nogen af de overleverede partiturer.                                                          |
| Damigella, Ottavias hofdame                                          | sopran                      | Akt 2: V                                                       | |
| Lucano (Lucan), en romersk digter                                    | tenor                       | Akt 2: VI                                                      | |
| Petronio (Petronius) og Tigenello, medlemmer af Nerones hof          | tenor og bas                | Akt 2: VI                                                      | Optræder ikke i partiturerne; i Busenellos libretto er nogle af Nerone og Lucanos replikker overført til disse hoffolk. |
| Littore, en lictor                                                   | bas                         | Akt 3: II, III, IV                                             | |
| Venere (Venus), kærlighedens gudinde, mor til Amore                  | sopran                      | Akt 3: VIIIc                                                   | |
| Consoli e tribuni, konsuler og tribuner i det romerske imperium      | tenorer og basser           | Akt 3: VIIIb                                                   | |
| Coro di Amori, kor af eroter                                         | kontraalter og sopraner     | Akt 3: VIIIc                                                   | |

## Synopsis
Handlingen finder sted i kejsertidens Rom omkring år 60 i og omkring Poppeas villa og på forskellige steder i kejserpaladset.

### Prolog
Fortuna og Virtù diskuterer, hvem af dem der har mest magt over menneskene. De afbrydes af Amore, som erklærer at have mest magt: "Jeg belærer dyderne, jeg hersker over skæbner". Når de har hørt hans historie, mener han, at de vil indrømme, at hans magt er deres overlegen.

### Akt 1
Ottone ankommer til Poppeas villa, fast besluttet på at forfølge Poppea, som han er forelsket i. Idet han ser, at huset er bevogtet af Nerones soldater, erkender han, at han er blevet erstattet med en anden, og hans kærlighedssang bliver derfor til en klagesang: "Åh, åh, forræderiske Poppea!" Han går igen, og de ventende soldater sludrer om deres herres kærlighedsaffærer, om hans forsømmelse af statens sager og om hans behandling af kejserinden, Ottavia. Nerone og Poppea kommer ind og udveksler kærlige ord, inden Nerone tager af sted igen. Poppea advares af sin amme, Arnalta, om at være forsigtig på grund af kejserindens vrede og om at være på vagt overfor Nerones tilsyneladende kærlighed til hende, men Poppea viser sig tillidsfuld: "Jeg er ikke bange for kedsomhed".
På paladset begræder Ottavia sin skæbe: "Foragtede dronning, ulykkelige ægtefælle til den romerske monark!" Hendes amme foreslår hende, at hun selv tager en elsker, et råd som Ottavia vredt tilbageviser. Seneca, Nerones tidligere lærer, henvender sig til kejserinden med smiger, men hånes af Ottavias page, Valleto, som truer med at stikke ild til den gamle mands skæg. Alene tilbage modtager Seneca en advarsel fra gudinden Pallade om, at hans liv er i fare. Nerone kommer ind og tilstår, at han ønsker at blive skilt fra Ottavia og gifte sig med Poppea. Seneca gør indsigelser; et sådant træk ville skabe skel og gøre ham upopulær. "Jeg har ikke noget til overs for senatet og folket", svarer Nerone, og da Seneca fremturer, bliver han rasende sendt bort af Nerone. Poppea kommer ind til Nerone og fortæller ham, at Seneca hævder at være magten bag den kejserlige trone. Dette opbringer Nerone i en sådan grad, at han instruerer sine vagter om at beordre Seneca til at begå selvmord.
Efter at Nerone er gået, træder Ottone frem, men da han ikke kan overtale Poppea til at gengælde hans kærlighed til hende, beslutter han sig for at ville dræbe hende. Han trøstes af Drusilla, og da han indser, at han ikke nogensinde igen vil kunne få Poppea tilbyder han at ægte Drusilla, som glad accepterer tilbuddet. Men Ottone har ikke helt opgivet Poppea, som han indrømmer overfor sig selv: "Drusilla er på mine læber og Poppea i mit hjerte".

### Akt 2
I sin have modtager Seneca guden Mercurio, der fortæller ham, at han snart skal dø. Ordren kommer da også derefter fra Nerone, og Seneca beder sine venner anrette et bad, hvori han kan begå selvmord: "Mit uskyldige blods varme strøm dækker min vej til døden med kongeligt lilla". På paladset flirter Ottavias page med en hofdame, altimens Nerone og digteren Lucano fejrer Senecas død med druk, en løssluppen sangkonkurrence og kærlighedssange til Poppeas ære. Et andet sted på paladset pønser Ottone i en lang enetale på, hvordan han kunne tænke på at dræbe Poppea, som han stadig er håbløst forelsket i. Han afbrydes og bliver kaldt til Ottavia, som til hans mishag beordrer ham til at dræbe Poppea. Hun truer med at afsløre ham overfor Nerone, hvis han ikke indvilger, og foreslår, at han forklæder sig selv som kvinde for at udføre opgaven. Ottone går ind på at gøre, som hun forlanger, idet han for sig selv påkalder sig gudernes hjælp til også selv at komme af dage. Han overtaler så Drusilla til at låne sig hendes tøj.
I Poppeas villas have synger Arnalta sin frue i søvn, mens kærlighedsguden Amore ser på. Ottone, der nu er forklædt som Drusilla, kommer ind i haven og hæver sit sværd for at dræbe Poppea, men før han kan gøre det, slår Amore sværdet ud af hånden på ham, og han løber sin vej. Han bliver set af Arnalta og af Poppea, der nu er vågnet, og som tror, at han er Drusilla. De kalder på deres tjenere, så de kan forfølge den flygtende, mens Amore triumferende synger: "Jeg beskyttede hende!"

### Akt 3
Drusilla sidder og drømmer om det lykkelige liv, der ligger foran hende, da Arnalta ankommer med en lictor. Arnalta anklager Drusilla for at have overfaldet Poppea og hun arresteres. Da Nerone kommer ind, angiver Arnalta Drusilla, som bedyrer sin uskyld. Idet hun trues med tortur, hvis hun ikke angiver sine medskyldige, beslutter Drusilla sig for at beskytte Ottone ved at tage skylden selv. Nerone idømmer hende en pinefuld død, netop som Ottone styrter ind og afslører sagens rette sammenhæng: At han har handlet alene og gjort det på kejserinde Ottavias bud, og at Drusilla er uskyldig. Nerone bevæges af Drusillas mod og omstøder derfor dødsdommen og forlanger i stedet Ottone landsforvist; Drusilla vælger at gå med ham i eksilet. Da Nerone nu kender planen, vælger han også at straffe Ottavia og sende hende i eksil, så han desuden kan ægte Poppea, som er ude af sig selv af glæde: "Nu skal hverken ubehag eller hjem komme imellem os".
Ottavia tager afsked med Rom, mens troningsceremonien forberedes i tronsalen i paladset. Konsulerne og tribunerne kommer ind, og efter en kort hyldesttale får Poppea kronen på hovedet. Amore og moderen Venere bivåner ceremonien sammen med et kor af eroter. Nerone og Poppea synger derefter en hengiven kærlighedsduet: "Mens jeg ser dig, mens jeg nyder dig", hvorefter operaen ender.

## Modtagelse og opførelseshistorie

### Tidlige forestillinger
L'incoronazione di Poppea blev uropført på Teatro Santi Giovanni e San Paolo i Venedig i karnevalssæsonen 1642-1643. Teatret, der var åbnet i 1639, havde tidligere førsteopført en anden opera af Monteverdi, nemlig Le Nozze d'Enea in Lavinia, samt genopført Il ritorno d'Ulisse in patria. Teatret, berettede man senere, havde en fantastisk scenemekanik, imponerende og gode optrædende og en storslået "flyvemaskine" samt rekvisitter og sætstykker. Teatret havde plads til omkring 900 mennesker, og scenen var meget større end tilskuerrummet.
Den præcise dato for urpremieren på L'incoronazione og det antal gange værket blev opført er ukendt; den eneste dato, der kendes, er datoen for begyndelsen på karnevallet, den 26. december 1642. Et overleveret scenario, en synopsis, der blev brugt under forberedelserne til de første forestillinger, oplyser hverken dato eller komponistens navn. Den eneste af de optrædende, hvis identitet vides med sikkerhed, er Anna Renzi, der spillede rollen som Ottavia. Renzi, der var først i 20'erne, beskrives af Ringer som operaens primadonna og var, ifølge en samtidig kilde, lige så dygtig til skuespil, som hun var brillant til sang. Hvis man går ud fra de sangere, der medvirkede i operaer, der blev opført sammen med L'incoronazione di Poppea i sæsonen 1642-1643, er det muligt, at Poppea blev sunget af Anna di Valerio, og at rollen som Nerone blev fortolket af kastraten Stefano Costa. Der er ikke overleveret nogen beretninger om operaens offentlige modtagelse, bortset fra den anprisning af den sanger, der spillede Poppea, der indgår i Udinese-librettoen, der blev opdaget i 1997, og som er forbundet med urpremieren.
Der er kun en dokumenteret tidlig genopførelse af L'incoronazione di Poppea: Den fandt sted i Napoli i 1651. Det forhold, at den overhovedet blev genopført, er bemærkelsesværdigt på en tid, hvor musikalske værker ofte havde begrænset rækkevidde udover deres umiddelbare opførelseskontekst. Der er ikke dokumentation for, at værket er blevet opført de næste 250 år.

### Genopdagelse
Monteverdi havde generelt været glemt som operakomponist i to århundreder, indtil hans teaterværker blev genoplivet i slutningen af det 19. århundrede. En forkortet version af L'Orfeo blev opført i Berlin i 1881, og få år senere blev Venedig-partituret til L'incoronazione di Poppea genopdaget, hvilket fik mange musikhistorikere til at interessere sig for værket. I 1905 dirigerede den franske komponist Vincent d'Indy en koncertant opførelse af L'incoronazione, der dog kun var et uddrag af de skønneste og mest interessante steder i værket. D'Indys udgave af værket blev udgivet i 1908 og blev givet en sceneopførelse på Théâtre des Arts i Paris den 5. februar 1913, hvilket var den første dokumenterede teaterproduktion af værket siden Napoli-opførelserne fra 1651. Værket blev dog kritisk modtaget; dramatikeren Romain Rolland, som havde assisteret d'Indy, skrev, at Monteverdi var kommet ind i en ufri kompositionsstil, og at værket ikke var præget af den musikalske skønhed, som blev udfoldet i L'Orfeo.
I april 1926 dirigerede den tyskfødte komponist Werner Josten en opførelse af operaen for første gang i USA. Det skete på Smith College i Massachusetts hvor Josten var professor i musik. Produktionen var baseret på d'Indy's udgave af værket. Den 27. oktober det følgende år, fik L'incoronazione di Poppea britisk premiere med en opførelse på rådhuset i Oxford ved medlemmerne Opera Club fra Oxford University. Partituret, der lå til grund for forestillingen, var redigeret af Jack Westrup. I 1930'erne blev flere nye udgaver af operaen udsendt af tidens førende musikere, herunder Gustav Mahlers svigersøn Ernst Krenek, Hans Redlich, Carl Orff (som dog ikke færdiggjorde udgivelsen) og Gian Francesco Malipiero. Malipieros udgave blev brugt ved sceneopførelser af værket i Paris i 1937 og Venedig i 1949. Redlichs udgave blev brugt ved en opførelse på Morley College i London i 1948, som blev dirigeret af Michael Tippett.
Indtil 1960'erne var opførelser af L'incoronazione di Poppea relativt sjældne på kommercielt drevne operahuse, men de blev stadig mere i almindelige i det årti, i hvilket man kunne fejre 400-året for Monteverdis fødsel. På Glyndebourne Festival blev begivenheden fejret med en stort opsat produktion af værket ud fra en ny udgave redigeret af Raymond Leppard. Denne version var kontroversielt nok tilpasset et stort orkester, og selvom den blev entusiastisk modtaget, har Carter beskrevet den som en "travesti" og dens fortsatte brug i nogle moderne produktioner som uforsvarlig. Malpieri-udgaven blev brugt, da værket blev opført i Wien i 1963; i de følgende årtier fulgte opførelser på Lincoln Center i New York, i Torino, i Venedig samt en genopførelse af Leppards version ved festspillene i Glyndebourne. Opførelsen i Venedig på Teatro La Fenice den 5. december 1980 byggede på Alan Curtis' nye udgave, der af Rosand er blevet beskrevet som det første forsøg på en akademisk og rationelt gennemtænkt samling af de forhåndenværende kilder. Curtis' udgave blev brugt af Santa Fe Opera i august 1986 i en produktion, som ifølge The New York Times prioriterede musik over musikvidenskab og derfor resulterede i en opførelse, der var både fyldestgørende og smuk.

### Nylige opførelser
350-året for Monteverdis død, som blev markeret i 1993, medførte en fornyelse af interessen i komponistens værker, og siden er L'incoronazione di Poppea blevet opført mange gange verden over. I april 1994 opførte Juilliard School i New York en version med et orkester, der blandede barokke og moderne elementer. Allen Kozinn fra The New York Times noterede sig, at det lykkedes fint for de optrædende at løse den store udfordring, der ligger i, at Monteverdi ikke har udspecificeret instrumenteringen og detaljer i noderne og i det forhold, at der findes forskellige udgaver af partituret. I 2000 gjorde Opéra de Montréal sit første forsøg med barokopera med netop denne opera i en iscenesættelse af Renaud Doucet. Opera Canada kunne berette, at Doucet var lykkedes med at formidle værket til et moderne publikum, idet han spillede på den moralske ambivalens, som hoffolk på Monteverdis tid ville have taget for givet. En ifølge kritikerne mindre succesfuld opførelse var den innovative produktion fra oktober 2007 på English National Opera (ENO) med Chen Shi-Zheng som instruktør. Ifølge  London Evening Standards kritiker Fiona Maddox var sangerholdet godt, omend de alle syntes at være blevet givet de forkerte roller. Af grunde, som ikke er blevet forklaret, foregik meget af handlingen under vandet; på et tidspunkt går en af de optrædende fx over scenen iført snorkeludstyr. Seneca var blevet iført grønne gummistøvler og udstyret med en græsslåmaskine. I slutningen af 2007 sammenlignede Rupert Christiansen fra The Daily Telegraph ENO's produktion med en musicaludgave af værket i punk-stil, som var blevet sat op på det års Edinburgh Festival, og sammenligningen faldt ud til sidstnævntes fordel.
I maj 2008 blev L'incoronazione di Poppea genoptaget i Glyndebourne med en ny produktion af Robert Carsen, idet Leppards stort anlagte orkestrering blev udskiftet. Orchestra of the Age of Enlightenment under Emmanuelle Haim spillede med instrumenter som de var på Monteverdis tid. Anmelderen på The Organ roste de medvirkende sangere, anpriste også Haims direktion og fandt desuden hele produktionen en "velsignet lettelse" efter ENO's iscenesættelse det foregående år. Den 19. august opførte sangerne fra Glyndebourne og orkestret under Haims ledelse en semi-koncertant version af operaen ved en promenadekoncert i Royal Albert Hall. Det franske ensemble Les Arts Florissants, der ledes af William Christie, opfører i årene 2008-2010 en Monteverdi-trilogi med L'Orfeo, Il ritorno d'Ulisse in patria og L'incoronazione di Poppea på Teatro Real i Madrid.
Værket er blevet opført i Danmark af sangstuderende og studerende fra orkesterskolen ved Det Jyske Musikkonservatorium i Århus i januar 2006 med Søren Kinch Hansen som dirigent og Troels Kold som instruktør. Værket er desuden blevet opført af Det Kongelige Teater i januar og februar 2008 med Concerto Copenhagen under ledelse af Lars Ulrik Mortensen; iscenesættelsen var af David McVicar.

## Musik
L'incoronazione di Poppea er skrevet tidligt i operaens historie og præsenterede en for datidens publikum ikke tidligere set sammenhængskraft mellem handlingen på scenen og de musikalske og sanglige udfoldelser. Monteverdi udnytter alle de sanglige enheder, der var kendt for datidens komponister: arier, ariosi, ariettaer, ensembler, recitativer, omend Ringer mener, at grænserne mellem disse musikalske former her er noget mere udviskede, end det var almindeligt i tidens værker. De musikalske elementer knyttes sammen i en løbende strøm, der sikrer, at musikken altid tjener handlingen, og dog fastholder den tonal og formale enhed igennem værket. Personerne i handlingen har stærke følelser, de frygter, og de begærer, og det afspejles i musikken. Poppeas og Nerones scener har således en lyrisk karakter, og Monteverdi benytter hovedsaglig ariosi og arier, mens Ottavia kun synger dramatiske recitativer. Senecas sang er modig og fremturende, mens Ottones er tøvende og begrænset i spændvidde og ifølge Carter helt upassende for en, der ønsker at kalde sig en handlingens mand. På denne måde skaber Monteverdi melodier, der sikrer, at operaen er såvel musikalsk som dramatisk tilfredsstillende.
Monteverdi benytter bestemte musikalske virkemidler til at betegne forskellige stemninger og situationer. Tretakt er fx forbundet med Nerone og Ottones kærlighedsytringer, kraftige arpeggioer er et tegn på konflikt, mens overlappende tekster, skrevet som separate vers af Busenello, udtrykker seksuel spænding i scenerne mellem Nerone og Poppea, mens de i et andet tilfælde viser den stigende uoverensstemmelse mellem Nerone og Seneca. "Concitato genere"-teknikken benyttes for at udtrykke vrede. Der kan henvises til hemmeligheder, som når Senecas venner beder ham om at genoverveje hans selvmord i et kromatisk madrigal-kor, der ifølge Monteverdi-kenderen Denis Arnold minder om Monteverdis kompositioner fra Mantova-dagene, idet de har en tragisk kraft, som kun sjældent ses i det 17. århundredes opera. Dette følges dog op af en glad diatonisk del af de samme sangere, som ifølge Rosand er et udtryk for en mangel på egentlig sympati med Seneca i den knibe, han er i. Det nedadgående ostinat, som operaens afsluttende duet bygger på, er allerede forudgrebet i den scene, hvor Nerone og Lucano fejrer Senecas død, og viser, at der således er en ambivalens i forholdet mellem kejser og digter.
Arnold påstår, at der er større variation i musikken i L'incoronazione di Poppea end i nogen anden opera af Monteverdi, og at musikken for solister er mere interessant end den tilsvarende musik i Il ritorno d'Ulisse in patria. De musikalske højdepunkter omfatter efter forskellige kommentatorers mening den afsluttende duet (på trods af dens omdiskuterede ophav), Ottavias klagesang i første akt, Senecas afsked og den efterfølgende madrigal og den fordrukne sangkonkurrence mellem Nerone og Lucana, der ofte fremstilles med stærkt homoerotiske overtoner. Ringer beskriver denne scene som den velsagtens mest brillante scene i hele operaen med blomstrende, synkrone koloraturer, der skaber en spændende og virtuos musik, der synes at tvinge lytteren til at tage del i mændenes glæde, mens Rosand dog finder Nerones arie, der afslutter scenen noget af et antiklimaks efter sådan en vokal udfoldelse.
På trods af den fortsatte debat om forfatterskabet omtales værket næsten altid som Monteverdis, selvom nogle musikhistorikere, som Rosand noterer sig, tilskriver det til "Monteverdi" (i anførselstegn). Ringer omtaler operaens som Monteverdis sidste og velsagtens bedste værk, et sammenhængende mesterværk af en indtil da uset dybde og originalitet. Carter bemærker, at Monteverdis operaer har redefineret, hvad teatermusik er, og kalder hans bidrag til det 17. århundredes musik fra Venedig bemærkelsesværdigt, uanset hvilken målestok man anvender. Harnoncourt siger, at det er svært at forstå, at den dengang 74-årige komponist kunne besidde et sådant åndsnærvær blot to år før sin død, og at han var i stand til at overgå sine elever i en moderne stil og at indstifte nye standarder, der skulle komme til at gælde for musikteateret i de efterfølgende århundreder.

## Musikalske enheder i operaen
I den følgende oversigt benyttes numrene fra den i 1656 trykte version af Busenellos libretto, idet de to scener fra anden akt, som der ikke er nogen musik til i de overleverede partiturer, medtages. Scener består typisk af elementer som recitativ, arioso, arie og ensemble, idet instrumentelle passager (sinfonia) af og til forekommer. Grænserne mellem elementerne er ofte ikke helt tydelig; Denis Arnold skriver faktisk, idet han kommenterer musikkens kontinuitet, at det med få undtagelser ikke er muligt at afgrænse arier og duetter fra operaens musikalske forløb.
| Nummer          | Medvirkende                        | Titel                                                                                                | Noter |
| --------------- | ---------------------------------- | --- | --- |
| Prolog          | Fortuna, Virtù, Amore              | Deh, nasconditi, o Virtù (Åh, skjul dig, o dyd)                                                      | Kommer efter en kort sinfonia |
| Akt I Scene I   | Ottone                             | E pur' io torno qui (Og så vender jeg tilbage hertil)                                                | |
| Scene II        | Due soldati, Ottone                | Chi parla? chi parla? (Hvem er det? Hvem er det?)                                                    | |
| Scene III       | Poppea, Nerone                     | Signor, deh, non partire! (Herre, åh, gå ikke!)                                                      | |
| Scene IV        | Poppea, Arnalta                    | Speranza, tu mi vai il cor accarezzando; (Håb, du fortsætter med at glæde mit hjerte)                | I Venedig-partituret (Vn) er Poppeas første arie kortere end i Napoli-partituret (Np) og i librettoen. |
| Scene V         | Ottavia, Nutrice                   | Disprezzata Regina, Regina Disprezzata! (Foragtelige dronning, foragtelige dronning!)                | |
| Scene VI        | Seneca, Ottavia, Valletto          | Ecco la sconsolata donna (Se den utrøstelige frue)                                                   | |
| Scene VII       | Seneca                             | Le porpore regali e le grandezze (Kongeligt purpur og storhed)                                       | |
| Scene VIII      | Pallade, Seneca                    | Seneca, io miro in cielo infausti rai (Seneca, jeg ser skæbnessvangre tegn i himlen)                 | |
| Scene IX        | Nerone, Seneca                     | Son risoluto alfine, o Seneca, o maestro, (Jeg har endelig besluttet mig, o Seneca, o herre)         | |
| Scene X         | Poppea, Nerone                     | Come dolci, Signor, come soavi (Hvor sødt, herre, hvor dejligt)                                      | |
| Scene XI        | Ottone, Poppea                     | Ad altri tocca in sorte (Andre får muligheden)                                                       | Vn udelader Ottones afsluttende recitativ og Poppeas amme, Arnaltas sotto voce-udtryk for sympati med Ottone. |
| Scene XII       | Ottone                             | Otton, torna in te stesso (Ottone, kom til dig selv)                                                 | |
| Scene XIII      | Drusilla, Ottone                   | Pur sempre di Poppea (Altid om Poppea)                                                               | |
| Akt 2 Scene I   | Seneca, Mercurio                   | Solitudine amata, eremo della mente (Elskede ensomhed, åndelige fristed)                             | |
| Scene II        | Liberto, Seneca                    | Il comando tiranno esclude ogni ragione (Tyrannens kommando er helt irrationel)                      | Vn udelader nogle af Libertos linjer samt gentagelsen af hans "More felice!" (Dø lykkelig!) |
| Scene III       | Seneca, tre famigliari             | Amici, è giunta l'hora (Venner, tiden er kommet)                                                     | Vn udelader nogle af Senecas yderligere linjer efter Coro di Famigliari. |
| Scene IV        | Seneca, coro di Virtú              | Liete e ridente (Lethed og latter)                                                                   | Scenen findes i Busenellos libretto, ikke i Vn eller Np, i hvilke et dydskor byder Seneca velkommen i himlen. |
| Scene V         | Valletto, Damigella                | Sento un certo non so che (Jeg føler et vist je-ne-sais-quoi)                                        | I Vn er den afsluttende duet mellem Valletto og Damigella forkortet. |
| Scene VI        | Nerone, Lucano                     | Hor che Senca è morto, cantiam (Lad os synge, nu hvor Seneca er død)                                 | Librettoen tildeler nogle af Nerone og Lucanos linjer til hoffolkene Petronio og Tigellino, som ikke figurerer i Vn eller Np. I Vn er Nerone og Lucanos duet kortere, ligesom der er udeladt et vers af Nerones arie.                            |
| Scene VII       | Nerone, Poppea                     | O come, O come a tempo (O som, som min elskede nogle gange)                                          | Scenen findes i Busenellos libretto, men ikke i Vn eller Np, i hvilke Nerone og Poppea gentager udtryk for deres kærlighed. Np erstatter dene scene med en solo for Ottavia.                                                                     |
| Scene VIII      | Ottone                             | I miei subiti sdegni (Fik min iltre vrede)                                                           | Ottavia har fem yderligere linjer ved afslutningen på scenen, i hvilke hun sværger at hævne sig på Poppea. Np har 18 linjer; ingen af disse er medtaget i Vn.                                                                                    |
| Scene IX        | Ottavia, Ottone                    | Tu che dagli avi miei havesti le grandezze (Du som blev æret af mine forfædre)                       | |
| Scene X         | Drusilla, Valletto, Nutrice        | Felice cor mio (Mit lykkelige hjerte)                                                                | |
| Scene XI        | Ottone, Drusilla                   | Io non so dov'io vada (Jeg ved ikke, hvor jeg går hen)                                               | |
| Scene XII       | Poppea, Arnalta                    | Hor che Seneca è morto, Amor, ricorro a te (Nu hvor Seneca er død, Amor, vender jeg tilbage til dig) | |
| Scene XIII      | Amore                              | Dorme l'incauta dorme (Hun sover, den uforsigtige kvinde sover)                                      | |
| Scene XIV       | Ottone, Amore, Poppea, Arnalta     | Eccomi transformato (Her er jeg, forandret)                                                          | Der er yderligere linjer til Ottone i librettoen, som ikke findes i Vn eller Np. |
| Akt III Scene I | Drusilla                           | O felice Drusilla, o che sper'io? (O lykkelige Drusilla, hvad kan jeg forvente?)                     | |
| Scene II        | Arnalta, Littore, Drusilla         | Ecco la scelerata (Der er den fordømte kvinde)                                                       | |
| Scene III       | Arnalta, Nerone, Drusilla, Littore | Signor, ecco la rea (Herre, her er lovbrydersken)                                                    | Fire af Drusillas linjer fra scene IV synges her i Np. Linjerne forbliver i scene IV i både Vn og Np, men forekommer kun i scene III i librettoen.                                                                                               |
| Scene IV        | Ottone, Drusilla, Nerone           | No, no, questa sentenza cada sopra di me (Nej, nej! Det er mig, som skal straffes)                   | Littore har en linje i librettoen og i Np, som er udeladt i Vn. |
| Scene V         | Poppea, Nerone                     | Signor, hoggi rinasco (Herre, i dag er jeg genfødt)                                                  | |
| Scene VI        | Arnalta                            | Hoggi sarà Poppea di Roma imperatrice (I dag bliver Poppea kejserinde af Rom)                        | Librettoen bytter om på scene VI og VII som de forekommer i Vn og Np, så Ottavias klage høres først. |
| Scene VII       | Ottavia                            | A Dio, Roma! a Dio, patria! amici, a Dio! (Farvel, Rom! Farvel mit, fædreland! Farvel, venner!)      | |
| Scene VIII(a)   | Nerone, Poppea,                    | Ascendi, o mia diletta (Stig op, o min elskede)                                                      | |
| Scene VIII(b)   | Consoli, tribuni                   | A te, sovrano augusta (Til dig, suveræne ophøjede)                                                   | |
| Scene VIII(c)   | Amore, Venere, coro di Amori       | Madre, madre, sia con tua pace (Mor, mor, må det ske med din fred)                                   | Librettoen og Np har udvidede versioner af denne scene, mens Coro di Amori ikke optræder i Vn. |
| Scene VIII(d)   | Nerone, Poppea                     | Pur ti miro, pur ti godo ( Mens jeg ser dig, mens jeg nyder dig)                                     | Teksten til denne scene figurerer i både Vn og Np men optræder ikke i den trykte libretto. Ordene kan være forfattet af komponisten og librettisten Benedetto Ferrari, da de forekommer i hans libretto til hans opera Il pastor regio fra 1641. |

## Indspilninger
Den første indspilning af L'incoronazione di Poppea  blev udsendt i 1954 med Walter Goehr som dirigent af Tonhalle-Orchester Zürich i en liveoptagelse af en teateropførelse. Denne LP, som vandt en Grand Prix du Disque i 1954, er den eneste indspilning af operaen, som ligger før den fornyede interesse, der satte ind med Glyndebourne Festivalens opsætning af værket i 1962. I 1963 udsendte Herbert von Karajan og Wiener Staatsoper en version, der af The Gramophone blev betegnet som langt fra autentisk, mens John Pritchard og Royal Philharmonic Orchestra det følgende år indspillede en forkortet udgave, der benyttede Leppards orkestrering fra Glyndebourne. Leppard dirigerede en opførelse på Sadler's Wells i London, som blev udsendt af BBC og optaget den 27. november 1971. Dette er den eneste engelsksprogede indspilning af operaen.
Nikolaus Harnoncourts version fra 1974, der var den første uforkortede indspilning, benyttede periodeinstrumenter i et forsøg på at opnå en mere autentisk lyd, selvom Denis Arnold har kritiseret Harnoncourts optagelse for over-ornamentering i fortolkningen af partituret, især på grund af siraterne for obo og trompet. Arnold var mere entusiastisk i sin modtagelse af Alan Curtis' indspilning fra 1980, en liveindspilning fra Teatro La Fenice i Venedig. Curtis bruger et begrænset antal stryger, fløjter og continuo og inddrager kun trompeter i den afsluttende kroningsscene. De følgende optagelser af operaen har haft en tendens til at søge et autentisk udtryk som fx indspilningerne fra barokspecialister som Richard Hickox med City of London Baroque Sinfonia i 1988, René Jacobs og Concerto Vocale i 1990 og John Eliot Gardner med English Baroque Soloists i 1996.
I de senere år er der kommet en del video- og DVD-indspilninger frem. Den første kom i 1979 med Harnoncourt og Oper Zürich. Leppards anden Glyndebourne-produktion fra 1984 blev udgivet på DVD i 2004. Endvidere er produktioner af Jacobs, Christophe Rousset og Marc Minkowski udkommet på DVD ligesom Emmanuelle Haims opførelse fra Glyndebourne fra 2008, hvor festivalledelsen afviste Leppards version for stort orkester til fordel for Haims periodeinstrumenter, hvorved oplevelsen bliver mere lig den, publikum havde ved uropførelsen.

## Udgaver
Siden begyndelsen af det 20. århundrede er partituret til L'incoronazione di Poppea blevet redigeret tit. Nogle udgaver er fremstillet til bestemte forestillinger som fx Westrups, der skulle bruges ved opførelsen på rådhuset i 1927 i Oxford, og er derfor ikke blevet offentliggjort. De følgende er de mest betydningsfulde offentliggjorte udgaver efter 1904. Udgivelsesåret ligger ofte efter det første år, disse udgaver blev opført.
- Hugo Goldschmidt, Leipzig, 1904 (i Studien zur Geschichte der Italienischen Oper im 17. Jahrhundert)
- Vincent d'Indy, Paris, 1908
- Gian Francesco Malipiero, Wien, 1931 (i Claudio Monteverdi: Tutte le opere)
- Ernst Krenek, Wien, 1935
- Giacomo Benvenuti, Milano, 1937
- Giorgio Federico Ghedini, Milano, 1953
- Hans Redlich, Kassel, 1958
- Walter Goehr, Wien og London, 1960
- Raymond Leppard, London, 1966
- Alan Curtis, London, 1989